# Colorado (film 1940)
Colorado è un film del 1940 diretto da Joseph Kane.
È un film western statunitense con Roy Rogers, Pauline Moore e George 'Gabby' Hayes.

## Produzione
Il film, diretto da Joseph Kane su una sceneggiatura di Louis Stevens e Harrison Jacobs, fu prodotto da Kane, come produttore associato, per la Republic Pictures e girato nell'Agoura Ranch, nel Red Rock Canyon State Park a Cantil e nel Vasquez Rocks Natural Area Park, in California dal 27 luglio 1936.

## Colonna sonora
- Night on the Prairie - scritta da Nathan Gluck e Ann Parentean e cantata da Roy Rogers
- Ring de Banjo (1851) - scritta da Stephen Foster, suonata nel saloon
- Gwine to Rune All Night (De Camptown Races) (1850) - scritta da Stephen Foster, suonata nel saloon
- Oh! Susanna (1848) - scritta da Stephen Foster, suonata nel saloon
- Taps (1862) - scritta da Daniel Butterfield
- Cielito Lindo - tradizionale ballata messicana,  suonata da un uomo nel saloon di Durango

## Distribuzione
Il film fu distribuito negli Stati Uniti dal 15 settembre 1940 al cinema dalla Republic Pictures.
Altre distribuzioni:
- negli Stati Uniti il 1º maggio 1949 (re-release)
- in Germania nel 2007 (Colorado, in DVD)
- in Brasile (A Lei da Fuga)

## Promozione
La tagline è: "Thrilling Adventure In Dangerous Days... As Roy Rogers blazes down ambushed trails to bring justice to an outlaw town!".